# Willem Kieft

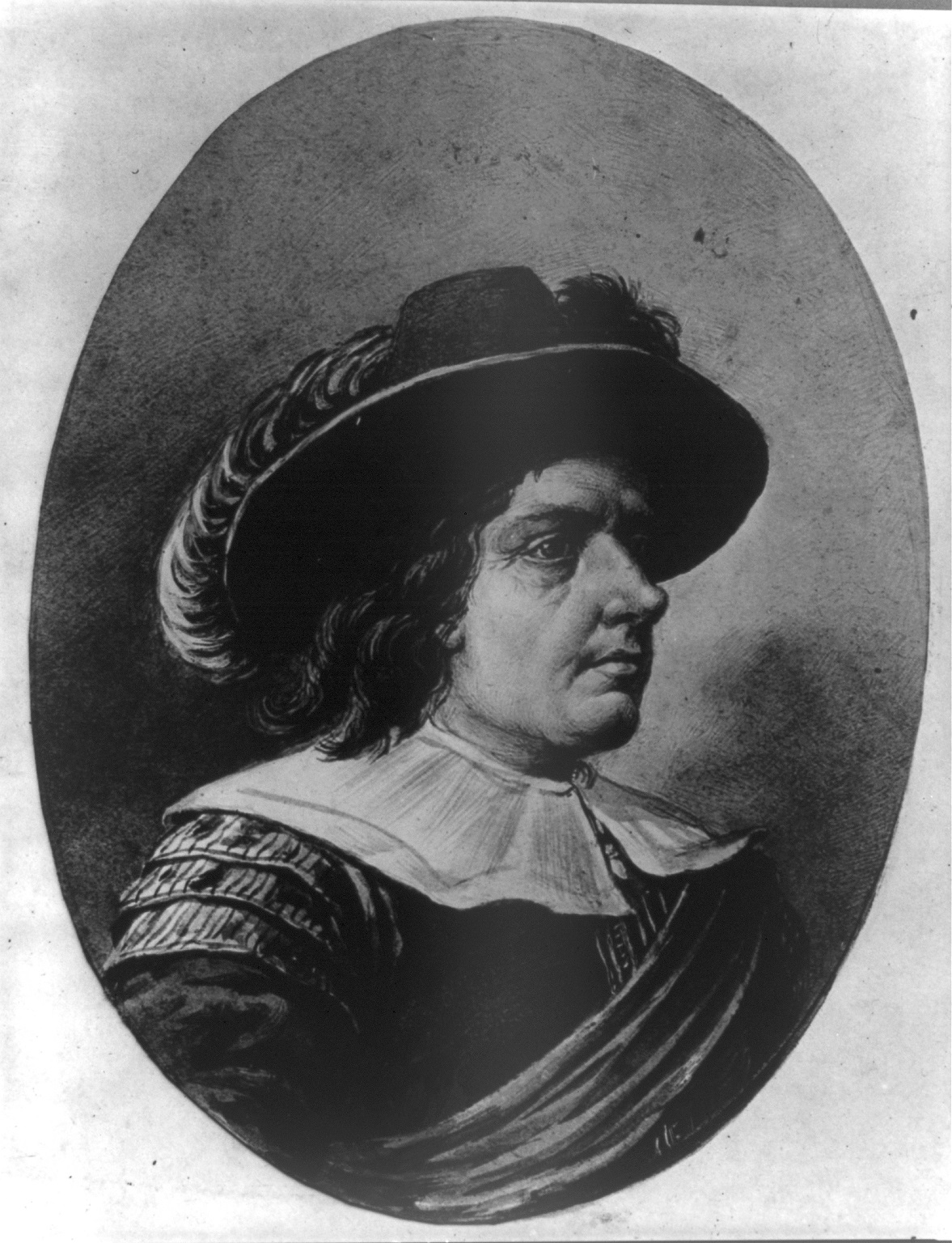
Willem Kieft

Willem Kieft (setembro de 1597, Amsterdam - 27 de setembro de 1647) foi um mercador holandês que se tornou diretor geral dos Novos Países Baixos.
Foi responsável pelo governo de Nova Amsterdão durante a dominação holandesa.

## Literatura
- William Elliot Griffis The Story of New Netherland. The Dutch In America. (Chapter IX.  Cambridge: The Riverside Press. 1909)
- Allen Johnson, Ed. Dutch and English on the Hudson (Chapter IV. New Haven: Yale University Press. 1919)
- Jaap Jacobs (2005), New Netherland: A Dutch Colony in Seventeenth-Century America. Leiden: Brill Academic Publishers, ISBN90 04 12906 5.